# Los Achotes, San Luis Acatlán
Los Achotes är en ort i Mexiko.   Den ligger i kommunen San Luis Acatlán och delstaten Guerrero, i den södra delen av landet, 300 km söder om huvudstaden Mexico City. Los Achotes ligger 127 meter över havet och antalet invånare är 491.
Terrängen runt Los Achotes är platt åt sydost, men åt nordväst är den kuperad. Terrängen runt Los Achotes sluttar söderut. Runt Los Achotes är det ganska glesbefolkat, med 34 invånare per kvadratkilometer. Närmaste större samhälle är Marquelia, 9,6 km söder om Los Achotes. Omgivningarna runt Los Achotes är en mosaik av jordbruksmark och naturlig växtlighet.